# Назія (Приладозьке міське поселення)
На́зія (рос. Назия) — село в Кіровському районі Ленінградської області, Росія.